# 일체경음의 권92
일체경음의 권92(一切經音義 卷九二)는 충청북도 단양군 영춘면, 구인사에 있는 고려시대의 책이다. 2012년 4월 6일 충청북도의 유형문화재 제327호로 지정되었다.

## 개요
일체경음의(一切經音義)는 경전에 나오는 어려운 글자나 어구를 설명한 일종의 불교사전으로 범어(梵語) 음차자의 음과 뜻을 번역하여 적고 난해한 문구(文句)는 뜻을 풀고 용례를 정리한 책이다.
간기(刊記)가 수록되어 있지 않아 정확한 간행처와 간행시기를 알 수 없으나 몽고의 침략을 불력(佛力)으로 물리치고자 조성되었던 재조대장경으로 고려 고종(高麗 高宗) 34년(1247년)에 판각된 것을 후쇄한 것으로 판단되는 희귀한 자료이다.

## 참고 자료
- 일체경음의 권92 - 국가유산청 국가유산포털